# Животко Олександра
Олександра Чернова, у шлюбі Животко (нар. 22 листопада 1894, с. Жуківці Кременецького повіту на Волині (нині село Лановецького району Тернопільської області) — пом. 5 липня 1973, м. Нью-Йорк, США) — українська письменниця та журналістка в діаспорі.

## Життєпис
Народилася 22 листопада 1894 року у селі Жуківці Кременецького повіту (Волинь).
У 1924 р. емігрувала до Чехословаччини, здобула педагогічну освіту в Карловому університеті у Празі, брала активну участь у культурному житті міжвоєнного періоду.
У повоєнний час перебувала у таборах ДП в Ашафенбурзі (Німеччина), потім переїхала до США.
Співзасновниця літературно-мистецького клубу в Нью-Йорку.
Померла 5 липня 1973 р. в Нью-Йорку, похована на цвинтарі св. Андрія в Савт-Бавнд-Бруку. Архів зберігається в УВАН.

## Творчість
Авторка збірки «Думи мої» (1971; про Марка Вовчка), брошури про Лесю Українку, оповідань, нарисів, спогадів, багатьох статей у періодиці Чехії, Польщі, США, Канади, Аргентини.